# Дорр, Лестер
Ле́стер Дорр (англ. Lester Dorr; 8 мая 1893, Бостон — 25 августа 1980, Лос-Анджелес, Калифорния) — американский актёр театра, кино и телевидения, менее известен как актёр озвучивания. Прославился тем, что за свою карьеру (1930—1975) сыграл роли в более чем 500 фильмах и сериалах (в подавляющем большинстве случаев в эпизодических ролях без указания в титрах).

## Биография
Гарри Лестер Дорр родился 8 мая 1893 года в городе Кембридж (штат Массачусетс, США). Отец — Эдвард Питер Дорр, мать звали Мэри, у Гарри было десять сиблингов, он был старшим. Вскоре после рождения Гарри семья переехала в город Линн в том же штате, где отец нашёл работу сапожником. К 1900 году семья Дорров, к тому времени заметно увеличившаяся, переехала в Бостон. В 1917 году Гарри зарегистрировался на призывном пункте, так как США вступили в Первую мировую войну. Он указал, что проживает в Чикаго, а его профессия — «театральный продюсер». Впрочем, самоидентификация Дорра как продюсера была, скорее всего, юношеским преувеличением или нереализованным намерением, поскольку не было найдено никаких бумаг, которые хотя бы упоминали его в этом качестве.
Во второй половине 1920-х годов Дорр жил в Нью-Йорке, играл в театрах, в том числе дважды появился в бродвейских постановках.
Согласно переписи населения 1930 года, Лестер Дорр жил в Лос-Анджелесе (штат Калифорния), работал «актёром кинофильмов», проживал в арендуемом доме со своей женой и тёщей. В 1933 году одним из первых вступил в Гильдию киноактёров.
Первая достоверная информация о ролях Дорра в кино относится к 1930 году. Он стал весьма успешным актёром эпизодических ролей, хорошо играл самых разнообразных персонажей — газетных репортёров, гостиничных клерков и коридорных, водителей такси и грузовиков, продавцов, полицейских, военных, официантов и барменов, офисных работников, лифтёров, банковских служащих, ковбоев, мелких бандитов, заключённых, железнодорожных служащих, сотрудников больниц. Только за 1930-е годы Дорр появился в более чем 250 фильмах, в среднем играя разные роли в разных фильмах каждые две недели в течение десяти лет подряд. За 1940-е годы он появился в примерно 140 лентах. В 1950-х годах Дорр стал сниматься в «большом кино» намного реже (примерно 45 картин за десятилетие), так как начал играть роли в телесериалах и телефильмах. В 1960-х годах актёр снялся всего в пяти кинофильмах, а в 1969 году завершил свою карьеру (не считая небольшой роли в картине 1975 года «Наконец-то любовь»).
Лестер Дорр скончался 25 августа 1980 года в Лос-Анджелесе от естественных причин (актёру было 87 лет). Его тело было кремировано, а прах развеян над океаном.
Личная жизнь
28 июня 1920 года Дорр женился на девушке по имени Грейс Л. Пэйнтер. Брак продолжался шесть десятилетий до самой смерти актёра в 1980 году.

## Бродвейские роли
- 1927 — Дела Руфуса Лемэра / Rufus LeMaire's Affairs — картёжник / коридорный / управляющий / капитан / мистер Грей / миллионер
- 1928—1929 — Новолуние[англ.] / The New Moon — капитан Дежан

## Избранная фильмография

### Широкий экран
Кинофильмы и киносериалы

#### В титрах указан
- 1937 — Воздушные преступники[англ.] / Criminals of the Air — «Курок»
- 1937 — Голливудский ковбой[англ.] / Hollywood Cowboy — Джо Гарви, пилот
- 1940 — Леди моряка[англ.] / Sailor's Lady — помощник казначея
- 1942 — Секретный код[англ.] / The Secret Code — Отто Сталь (в 6—8 сериях)
- 1943 — Герой в маске[англ.] / The Masked Marvel — репортёр (в 1-й и 12-й сериях)
- 1944 — Враг женщин[англ.] / Enemy of Women — Хануссен
- 1950 — Зыбучий песок / Quicksand — «Лысый», ювелир
- 1950 — Человек с марсианского летающего диска / Flying Disc Man from Mars — Крейн (в 7-й и 11-й сериях)
- 1954 — Убийцы из космоса / Killers from Space — дежурный по станции
- 1975 — Наконец-то любовь / At Long Last Love — швейцар

#### В титрах не указан
- 1932 — Вокзал «Юнион Депо»[англ.] / Union Depot — моряк
- 1932 — Если бы у меня был миллион[англ.] / If I Had a Million — пешеход
- 1932 — Поцелуй смерти[англ.] / The Death Kiss — гостиничный портье
- 1933 — Большой Шлем[англ.] / Grand Slam — мужчина, просящий купить карты
- 1933 — Центральный аэропорт[англ.] / Central Airport — гостиничный портье
- 1933 — Повернуть время вспять[англ.] / Turn Back the Clock — помощник Джо
- 1933 — Этот день и вечность[англ.] / This Day and Age — газетный репортёр в зале суда
- 1933 — Снова прощай[англ.] / Goodbye Again — гостиничный портье
- 1933 — Сентиментальная певица[англ.] / Torch Singer — мужчина на радиостанции
- 1933 — Бауэри[англ.] / The Bowery — циник
- 1933 — Женщина[англ.] / Female — зритель в ти́ре
- 1934 — У меня есть твой номер[англ.] / I've Got Your Number — телефонист
- 1934 — Как повернётся Земля[англ.] / As the Earth Turns — селянин на танцах
- 1934 — Джентльмен Джимми[англ.] / Jimmy the Gent — Чалмерс
- 1934 — Дневник преступления[англ.] / Journal of a Crime — секретарь
- 1934 — Современный герой[англ.] / A Modern Hero — шофёр
- 1934 — Высший свет[англ.] / Upperworld — стюард
- 1934 — Туман над Фриско[англ.] / Fog Over Frisco — репортёр
- 1934 — Пока-пока![англ.] / Going Bye-Bye! — мужчина в зале суда
- 1934 — Человек с двумя лицами[англ.] / The Man with Two Faces — лифтёр
- 1934 — Дамы / Dames — лифтёр
- 1934 — Трансатлантическая карусель[англ.] / Transatlantic Merry-Go-Round — стюард, стучащий в дверь
- 1934 — Тайная невеста[англ.] / The Secret Bride — разочарованный репортёр
- 1935 — Гуще воды[англ.] / Thicker than Water — участник аукциона
- 1935 — Женщина с первой полосы[англ.] / Front Page Woman — официант
- 1935 — Красный салют[англ.] / Red Salute — оратор Лиги
- 1935 — Специальный агент[англ.] / Special Agent — сотрудник АЗС
- 1935 — Сражающиеся морпехи[англ.] / The Fighting Marines — второй пилот (в 1-й серии)
- 1936 — Я назову убийцу[англ.] / I'll Name the Murderer — водитель
- 1936 — Следуя за флотом / Follow the Fleet — моряк
- 1936 — Небесный парад[англ.] / The Sky Parade — Фред
- 1936 — Почтовый инспектор[англ.] / Postal Inspector — водитель грузовика
- 1936 — Пой, детка, пой[англ.] / Sing, Baby, Sing — продавец газет
- 1936 — Дьявол в юбке[англ.] / The Devil Is a Sissy — стажёр
- 1936 — На запад, молодой человек[англ.] / Go West, Young Man — репортёр
- 1936 — Робинзон Крузо с острова Клиппер[англ.] / Robinson Crusoe of Clipper Island — офицер дирижабля «Калифорния» (в 14-й серии)
- 1936 — Классный парень / Great Guy — шофёр
- 1937 — Дик Трейси[англ.] / Dick Tracy — мистер Перри
- 1937 — Любовь — это новости[англ.] / Love Is News — продавец
- 1937 — Путь с Запада[англ.] / Way Out West — ковбой
- 1937 — Отважные капитаны / Captains Courageous — стюард
- 1937 — Лёгкая жизнь / Easy Living — биржевой инвестор
- 1937 — Топпер[англ.] / Topper — банковский кассир
- 1937 — Стелла Даллас / Stella Dallas — пассажир поезда
- 1937 — Атлантический перелёт[англ.] / Atlantic Flight — больничный санитар
- 1937 — SOS: Береговая охрана[англ.] / SOS Coast Guard — больничный радиотехник
- 1937 — Двойная игра[англ.] / The Firefly — французский офицер
- 1937 — Большой город[англ.] / Big City — старшина (petty officer)
- 1937 — Девушка сказала «нет»[англ.] / The Girl Said No — Дик Барнс, управляющий театра
- 1937 — Голливудский отель[англ.] / Hollywood Hotel — ассистент по кастингу
- 1938 — Я вновь встретил свою любовь[англ.] / I Met My Love Again — гостиничный портье
- 1938 — Азартная игра мистера Мото[англ.] / Mr. Moto's Gamble — репортёр
- 1938 — Лётчик-испытатель[англ.] / Test Pilot — лётчик
- 1938 — Швейцарская мисс[англ.] / Swiss Miss — горожанин
- 1938 — Святой в Нью-Йорке / The Saint in New York — Джейкоб С. Джейк (Джон Ирбелл)
- 1938 — Боевые дьявольские псы[англ.] / The Fighting Devil Dogs — «Молния»
- 1938 — Толпа ревёт[англ.] / The Crowd Roars — фотограф
- 1938 — С собой не унесёшь / You Can't Take It with You — репортёр
- 1938 — Три любви Нэнси[англ.] / Three Loves Has Nancy — репортёр
- 1938 — Паутина паука[англ.] / The Spider's Web — Фрэнк Мартин
- 1938 — Пятеро себе подобных[англ.] / Five of a Kind — режиссёр телевизионной группы
- 1938 — Разоблачённый[англ.] / Exposed — «Тощий»
- 1938 — Комета над Бродвеем[англ.] / Comet Over Broadway — актёр-любитель
- 1938 — Возлюбленные[англ.] / Sweethearts — хореограф
- 1939 — Летающие агенты[англ.] / Flying G-Men — Пит
- 1939 — Мистер Мото на острове Опасности[англ.] / Mr. Moto in Danger Island — интерн «Скорой помощи»
- 1939 — Капитан Ярость[англ.] / Captain Fury — помощник казначея
- 1939 — Сильнее, чем желание[англ.] / Stronger Than Desire — репортёр
- 1939 — Береговая охрана[англ.] / Coast Guard — офицер
- 1939 — Форсаж[англ.] / Fast and Furious — клерк
- 1939 — Мистер Смит едет в Вашингтон / Mr. Smith Goes to Washington — марионетка Джима Тейлора
- 1940 — Тень / The Shadow — приспешник[англ.]
- 1940 — Две девушки на Бродвее[англ.] / Two Girls on Broadway — репортёр
- 1940 — Энди Харди встречает дебютантку[англ.] / Andy Hardy Meets Debutante — фотограф
- 1940 — Возвращение Фрэнка Джеймса / The Return of Frank James — репортёр
- 1940 — Нет, нет, Нанетт[англ.] / No, No, Nanette — турагент
- 1941 — Несговорчивый дракон[англ.]* / The Reluctant Dragon — «Тощий»
- 1941 — Мне нужны крылья / I Wanted Wings — офицер-оценщик
- 1941 — Народ против доктора Килдера[англ.] / The People vs. Dr. Kildare — зритель с ви́ски
- 1941 — Луна над Майами[англ.] / Moon Over Miami — покупатель в «Техасце Томми»
- 1941 — Цветы в пыли / Blossoms in the Dust — судебный служащий
- 1941 — Ты никогда не будешь богаче[англ.] / You'll Never Get Rich — фотограф
- 1941 — Ты принадлежишь мне[англ.] / You Belong to Me — фотограф
- 1941 — Три девушки в городе[англ.] / Three Girls About Town — репортёр
- 1941 — Запомни этот день[англ.] / Remember the Day — фотограф
- 1941 — Проект для скандала[англ.] / Design for Scandal — судебный клерк
- 1941 — Юнцы на Бродвее[англ.] / Babes on Broadway — писатель
- 1942 — Синий, белый и идеальный / Blue, White and Perfect — носильщик
- 1942 — Безумный доктор с Маркет-стрит[англ.] / The Mad Doctor of Market Street — член экипажа
- 1942 — Пальцы на окне / Fingers at the Window — фотограф
- 1942 — Тайна Мари Роже[англ.] / The Mystery of Marie Roget — подчинённый префекта
- 1942 — Маленькое Токио, США[англ.] / Little Tokyo, U.S.A. — клерк
- 1942 — Гордость янки / The Pride of the Yankees — разочарованный фанат
- 1942 — Остров Уэйк / Wake Island — морпех в траншее
- 1942 — Для меня и моей девочки[англ.] / For Me and My Gal — режиссёр-постановщик
- 1942 — Джентльмен Джим / Gentleman Jim — репортёр
- 1943 — Город без людей[англ.] / City Without Men — офицер Береговой охраны
- 1943 — Палачи тоже умирают[англ.]* / Hangmen Also Die! — Олдрич Крапке
- 1943 — Безумец Гитлера[англ.] / Hitler's Madman — сержант
- 1943 — Бэтмен / Batman — агент в самолёте (в 10-й серии)
- 1943 — Миноносец[англ.] / Destroyer — судовой монтажник
- 1944 — Леди в ночи́[англ.] / Lady in the Dark — репортёр
- 1944 — Четыре девушки в джипе[англ.] / Four Jills in a Jeep — мастер-сержант
- 1944 — Буффало Билл[англ.] / Buffalo Bill — клерк
- 1944 — Вильсон / Wilson — репортёр
- 1945 — Вы пришли вместе[англ.] / You Came Along — репортёр
- 1945 — Поднять якоря / Anchors Aweigh — ассистент режиссёра
- 1945 — Таверна Даффи[англ.] / Duffy's Tavern — художник
- 1946 — Малыш из Бруклина[англ.] / The Kid from Brooklyn — репортёр в поезде
- 1946 — Мистер Эйс[англ.] / Mr. Ace — репортёр на вечеринке
- 1946 — Лучшие годы нашей жизни / The Best Years of Our Lives — завсегдатай бара
- 1946 — Эта девушка Бреннан[англ.] / That Brennan Girl — клерк многоквартирного дома
- 1947 — Калифорния[англ.] / California — Майк
- 1947 — Преследуемый[англ.] / Pursued — босс казино «Дингл»
- 1947 — Палящий полдень[англ.] / Blaze of Noon — Сэм
- 1947 — Злоключения По́лин[англ.] / The Perils of Pauline — репортёр
- 1947 — Касс Тимберлейн[англ.] / Cass Timberlane — продавец
- 1947 — Розы красные / Roses Are Red — репортёр
- 1948 — Большие часы / The Big Clock — таксист
- 1948 — На острове с тобой[англ.] / On an Island with You — фотограф
- 1948 — Серебряная река / Silver River — мистер Тейлор
- 1948 — Помимо славы[англ.] / Beyond Glory — сержант Школы подготовки офицеров
- 1948 — У ночи тысяча глаз / Night Has a Thousand Eyes — мистер Байерс
- 1948 — Жанна д’Арк / Joan of Arc — крестьянин
- 1948 — Графиня Монте-Кристо[англ.] / The Countess of Monte Cristo — клерк
- 1948 — Тихоня Смит[англ.] / Whispering Smith — Вуди, кондуктор поезда
- 1948 — Тёмное прошлое / The Dark Past — мужчина в «ряду для опознания»
- 1949 — Псевдоним Ник Бил / Alias Nick Beal — рыбак
- 1949 — Янки при дворе короля Артура[англ.] / A Connecticut Yankee in King Arthur's Court — горожанин
- 1949 — Преступный путь / The Crooked Way — таксист
- 1949 — Красный, горячий и синий[англ.] / Red, Hot and Blue — управляющий аптекой / рабочий
- 1949 — Наследница / The Heiress — жених
- 1949 — Розинна Маккой[англ.] / Roseanna McCoy — зазывала
- 1949 — Увольнение в город / On the Town — пассажир подземки
- 1949 — Самсон и Далила / Samson and Delilah — жертва
- 1949 — Белокурая бандитка / The Blonde Bandit — билетёр
- 1950 — Медный Каньон[англ.] / Copper Canyon — охранник
- 1950 — Великий Руперт[англ.] / The Great Rupert — Эдди, бармен
- 1950 — Большое похмелье / The Big Hangover — официант на Ужине выпускников
- 1950 — Три тайны[англ.] / Three Secrets — Мэттьюс, слуга
- 1950 — Я справлюсь[англ.] / I'll Get By — исполнитель песен
- 1950 — Где живёт опасность / Where Danger Lives — помощник шерифа
- 1951 — Валентино[англ.] / Valentino — циник на кладбище
- 1951 — Следуй за солнцем[англ.] / Follow the Sun — служащий раздевалки
- 1951 — Туз в рукаве / Ace in the Hole — отец Диего
- 1951 — Без лишних вопросов / No Questions Asked — Рубен, лифтёр
- 1951 — Закон и леди[англ.] / The Law and the Lady — газетчик
- 1951 — Стрип / The Strip — полицейский хирург
- 1951 — Два билета на Бродвей[англ.] / Two Tickets to Broadway — мужчина на эскалаторе
- 1952 — Величайшее шоу мира / The Greatest Show on Earth — зазывала
- 1952 — Денвер и Рио-Гранде[англ.] / Denver and Rio Grande — торговец
- 1952 — Эбботт и Костелло встречают капитана Кидда / Abbott and Costello Meet Captain Kidd — официант в таверне
- 1953 — Эбботт и Костелло отправляются на Марс / Abbott and Costello Go to Mars — покупатель
- 1953 — 49-й человек[англ.] / The 49th Man — Линдсли, техник-лаборант
- 1953 — Взять высоту![англ.] / Take the High Ground! — армейский доктор
- 1954 — Человеческие джунгли[англ.] / The Human Jungle — Руди, торговец
- 1954 — Цирк с тремя аренами[англ.] / 3 Ring Circus — жертва «игры в раковину»
- 1955 — К востоку от рая / East of Eden — городской чиновник на параде
- 1955 — Семь разгневанных мужчин[англ.] / Seven Angry Men — Генри Дэвид Торо
- 1956 — Первая путешествующая женщина-коммивояжёр[англ.] / The First Traveling Saleslady — торговец
- 1958 — Слишком много, слишком скоро[англ.] / Too Much, Too Soon — Джимми
- 1958 — Марджори Морнингстар[англ.] / Marjorie Morningstar — лифтёр
- 1958 — История Бонни Паркер / The Bonnie Parker Story — осведомитель
- 1958 — Лукоголовый[англ.] / Onionhead — гостиничный клерк
- 1960 — Пожнёшь бурю / Inherit the Wind — доктор Джон
- 1966 — Прекрасное безумие[англ.] / A Fine Madness — мистер Смитон
- 1967 — Отель[англ.] / Hotel — Сай, лифтёр
- 1969 — Хелло, Долли! / Hello, Dolly! — рабочий

### Телевидение

#### В титрах указан
- 1952 — Одинокий рейнджер[англ.] / The Lone Ranger — Моли Сандерс (в эпизоде Outlaw Underground[англ.])
- 1952 — Дни в Долине Смерти / Death Valley Days — Сэм Портер (в эпизоде She Burns Green)
- 1952—1953 — Приключения Супермена[англ.] / Adventures of Superman — разные роли (в 2 эпизодах[англ.])
- 1953—1954 — Шоу Джорджа Бёрнса и Грейси Аллен[англ.] / The George Burns and Gracie Allen Show — разные роли (в 2 эпизодах[англ.])
- 1955, 1959 — Миллионер[англ.] / The Millionaire — судебный клерк (в 2 эпизодах)
- 1956 — Телеграфная служба[англ.] / Wire Service — официальный представитель аэропорта (в эпизоде Hideout)
- 1958 — Территория Тумстоун[англ.] / Tombstone Territory — бармен (в эпизоде Doc Holliday in Durango)
- 1958 — Истории Уэллс-Фарго[англ.] / Tales of Wells Fargo — Люк, телеграфист (в эпизоде White Indian[англ.])
- 1959 — Театр General Electric[англ.] / General Electric Theater — барабанщик (в эпизоде The Family Man)
- 1959 — Театр Alcoa[англ.] / Alcoa Theatre — покупатель (в эпизоде Another Day, Another Dollar)
- 1960 — Бэт Мастерсон[англ.] / Bat Masterson — клерк (в эпизоде Six Feet of Gold)
- 1960 — Разыскивается живым или мёртвым[англ.] / Wanted Dead or Alive — Уилл Грей (в эпизоде The Pariah)
- 1960 — Отец-холостяк[англ.] / Bachelor Father — пляжный инспектор (в эпизоде Bentley and the Beach Bum)
- 1961—1962 — Программа Джека Бенни / The Jack Benny Program — размышляющий муж (в 3 эпизодах)
- 1964 — Правосудие Бёрка[англ.] / Burke's Law — дворецкий (в эпизоде Who Killed 1/2 of Glory Lee?[англ.])
- 1964—1965 — Перри Мейсон / Perry Mason — разные роли (в 3 эпизодах)
- 1965 — Доктор Килдер[англ.] / Dr. Kildare — мистер Бенсон (в эпизоде Some Doors Are Slamming[англ.])
- 1966 — Зелёные просторы / Green Acres — мистер Коллинз (в эпизоде I Didn't Raise My Pig to Be a Soldier[англ.])

#### В титрах не указан
- 1954, 1959 — Отец знает лучше[англ.] / Father Knows Best — игрок в покер (в 2 эпизодах)
- 1955—1956 — Шайенн[англ.] / Cheyenne — гостиничный клерк (в 2 эпизодах[англ.])
- 1956—1960 — Жизнь и житие Уайатта Эрпа[англ.] / The Life and Legend of Wyatt Earp — разные роли (в 13 эпизодах)
- 1957 — Я люблю Люси / I Love Lucy — пассажир поезда (в эпизоде Lucy and the Loving Cup)
- 1958 — По следу[англ.] / Trackdown — доктор (в эпизоде Trapped)
- 1959 — Человек с камерой[англ.] / Man with a Camera — владелец закусочной (в эпизоде Black Light)
- 1959—1960 — Законник[англ.] / Lawman — Чарли, гостиничный клерк (в 4 эпизодах)
- 1960 — Неприкасаемые[англ.] / The Untouchables — бухгалтер (в эпизоде Star Witness[англ.])
- 1960 — Сказки Ширли Темпл[англ.] / Shirley Temple's Storybook — Альфред Поттер (в эпизоде The Reluctant Dragon)
- 1961 — Бронко[англ.] / Bronco — портной (в эпизоде The Harrigan)
- 1963 — Деннис-мучитель[англ.] / Dennis the Menace — служащий Департамента лесного хозяйства (в эпизоде Dennis Goes to Washington[англ.])

### Озвучивание
- 1932 — Просто собаки[англ.] / Just Dogs — собаки
- 1934 — Странные пингвины / Peculiar Penguins — певец